# Maripasoula
Maripasoula är en kommun i det franska utomeuropeiska departementet Franska Guyana i Sydamerika. År 2022 hade Maripasoula 8 423 invånare.

## Befolkningsutveckling
| Befolkningsutvecklingen i Maripasoula 1990–2021 | Befolkningsutvecklingen i Maripasoula 1990–2021 | Befolkningsutvecklingen i Maripasoula 1990–2021 | Befolkningsutvecklingen i Maripasoula 1990–2021 | Befolkningsutvecklingen i Maripasoula 1990–2021 |
| ----------------------------------------------- | ----------------------------------------------- | ----------------------------------------------- | ----------------------------------------------- | ----------------------------------------------- |
|                                                 |                                                 |                                                 |                                                 |                                                 |
| År                                              |                                                 |                                                 | Folkmängd                                       |                                                 |
| 1990                                            | 1990                                            |                                                 | 1 748                                           |                                                 |
| 1999                                            | 1999                                            |                                                 | 3 710                                           |                                                 |
| 2007                                            | 2007                                            |                                                 | 5 545                                           |                                                 |
| 2015                                            | 2015                                            |                                                 | 11 856                                          |                                                 |
| 2021                                            | 2021                                            |                                                 | 9 177                                           |                                                 |